# Упырь Лихой

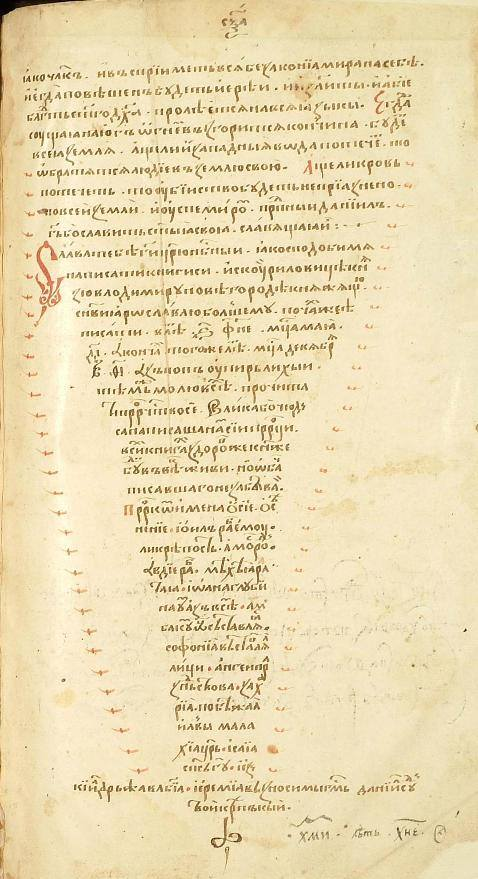
Приписка попа Упыря Лихого, копия начала XVI в. с рукописи 1047 г. Троицкое собрание РГБ № 89 (л. 262)

Упырь Лихой (др.-рус. Оупирь Лихыи) — первый известный древнерусский писец, священник XI века, живший в Новгороде.

## Список «Толковых пророков» и приписка Упыря Лихого
Новгородский поп Упырь Лихой в 1047 году переписал пророческие книги Ветхого Завета с толкованиями Феодорита Кирского («Толковые пророки»). Работа продолжалась семь месяцев (с 14 мая по 19 декабря). Упырь Лихой работал в Новгороде по заказу новгородского князя Владимира Ярославича — сына великого князя Киевского Ярослава Мудрого и княгини Ингегерды, в то время, когда строился Софийский собор, и, возможно, книга предназначалась для церковной библиотеки.
Сама рукопись 1047 года — автограф Упыря Лихого — не сохранилась; до нас дошло 9 поздних (XV—XVI вв.) списков, где была скопирована и древняя приписка. Это древнейшая (не по сохранности рукописи, а по дате создания текста) датированная запись на древнерусских книгах.

слава тебѣ ги црю нбсныи. ꙗко сподоби мѧ написати книгы си ис коуриловицѣ, кнзю влодимиру новѣгородѣ кнѧжащю. сынови ꙗрославлю болшему. почахъ же ѣ писати в лѣто 6555, мсца маѧ, 14, а кончах тогоже лѣта мсца декабрѧ, въ 19. азъ попъ ѹпирь лихыи. тѣмьже молю всѣх прочитати пророчество се. велика бо чюдеса написаша намъ сии пророци в сихъ книгахъ. здоровъ же кнѧже буди въ вѣкъ живи, но обача писавшаго не забываи.
«Слава тебе Господи царю небесныи, яко сподоби мя написати книги си. Ис коуриловице князю Влодимиру Новгороде княжащю сынови Ярославлю болшему. Поучах же е писати в лето 6555 месяца мая 14. А кончах того же лета месяца декабря в 19. Аз поп Оупирь Лихыи. Тем ж молю всех прочитати пророчество се. Велика бо чюдеса написаша нам сии пророци в сих книгах. Здоров же княже будь в век живи, но писавшаго не забываи». 

Датировка от сотворения мира соответствует 1047 году по нашему летоисчислению.

Точное значение слов «ис коуриловицѣ» является предметом долгой дискуссии. Большинство исследователей полагают, что Упырь Лихой переписывал «Толковых пророков» с глаголического оригинала.

## Имя
Известный шведский славист, профессор славянских языков Стокгольмского университета Андерс Шёберг, исследовавший первые памятники славянской письменности (в том числе новгородские граффити и берестяные грамоты), включая материалы Новгородского оккупационного архива 1611—1617 годов, который хранится в Швеции, высказал предположение, что Упырь Лихой — это Эпир — рунорезец Уппланда и придворный проповедник Новгорода. Основанием для такой версии служит неканоническое имя новгородского священника XI века — Упырь. В скандинавских публикациях рунических надписей встречается имя рунорезца «Upir Оfeigr» (Эпир Неробкий или Нетрусливый), соответствующее имени Упыря Лихого по структуре, а русское слово «лихой» близко шведскому слову по значению. После смерти Владимира Ярославича новгородского привилегированное положение шведов в Новгороде сильно пошатнулось, что послужило поводом для их возвращения в Швецию. Церковные разногласия также могли стать поводом для уроженца Швеции, бывшего священником в Новгороде, покинуть его.
М. А. Бобрик предполагает, что слово «лихыи» является не частью имени (прозвища) попа Упыря, а уничижительным эпитетом со значением «грешный, недостойный»; подобные эпитеты обычны в записях писцов.